# Banū Dānis

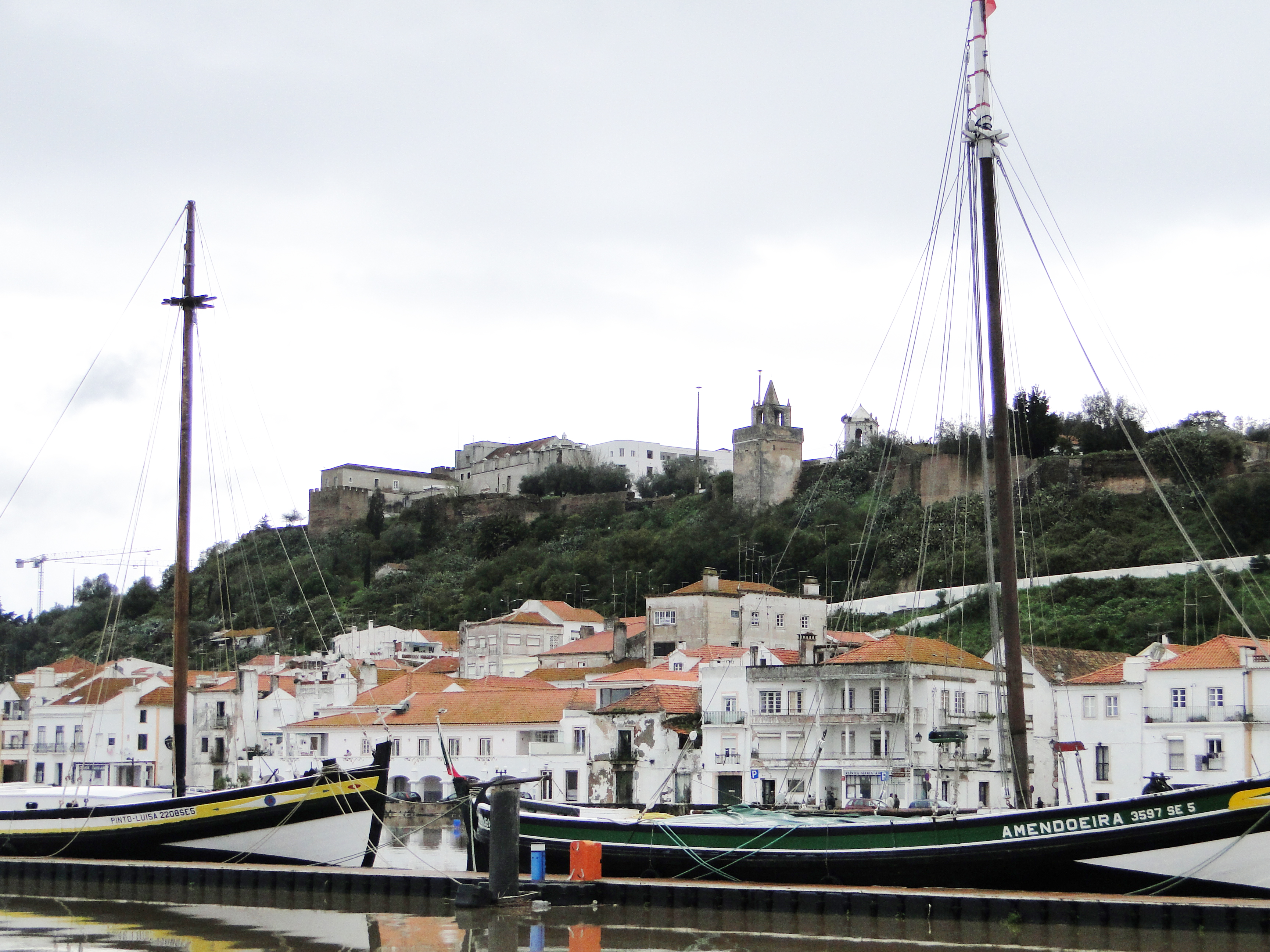
Von der Festung Kasr Abī Dānis beherrschten die Banū Dānis den Hafen der später Alcácer do Sal genannten Salzhandelsstadt

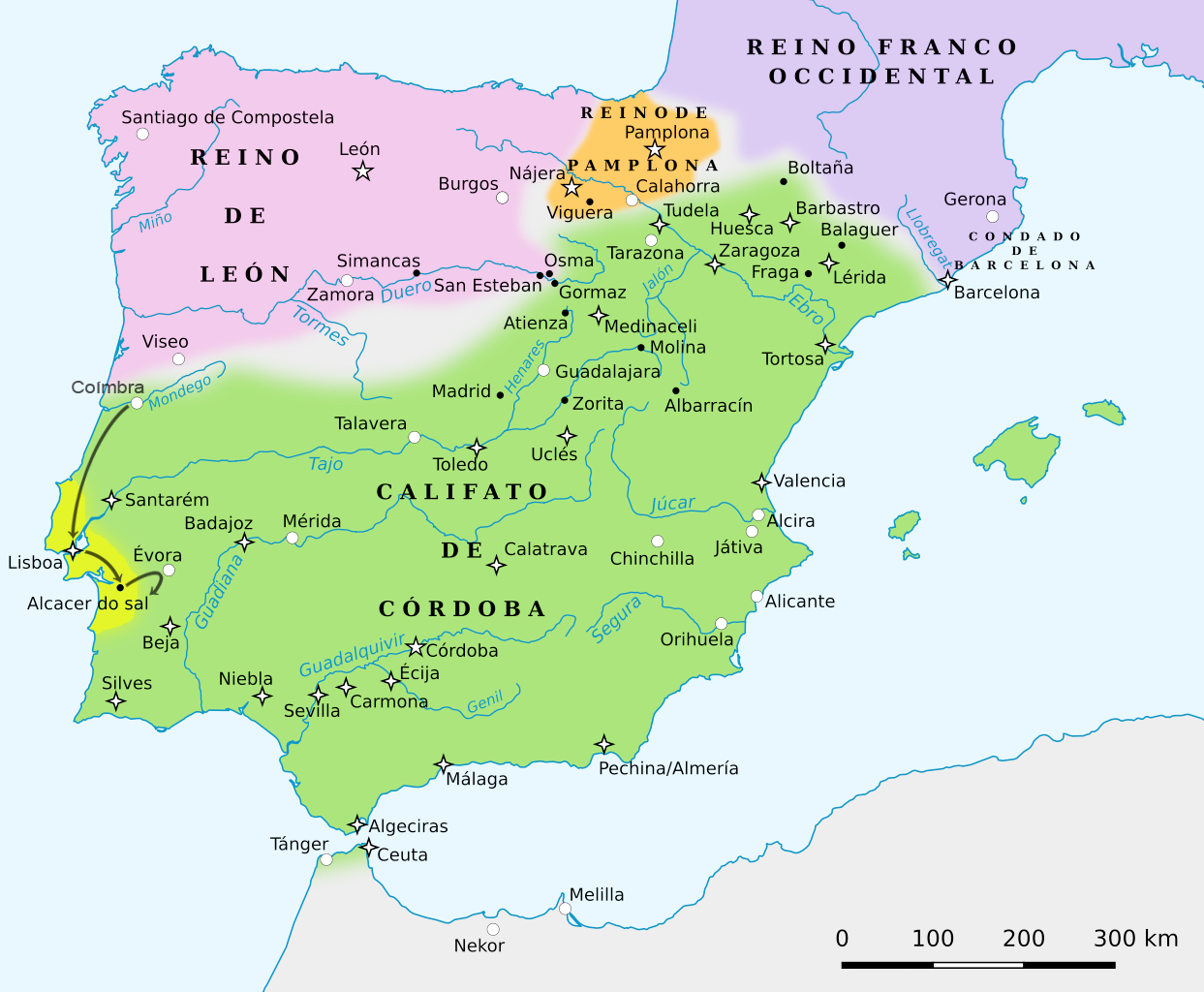
Autonomer Machtbereich der Banū Dānis (gelb) im Westen des Emirats bzw. Kalifats von Córdoba (bis 929)

Die Beni bzw. Banū Dānis, auch als Banū Abī Dānis oder Banū Adānis überliefert, waren ein Clan vom berberischen Stamm der ʿAwsāǧa (auch ʿAwsaŷa, ʿAwsaja, Aussaja). Die ʿAwsāǧa wiederum zählten zur Stammeskonföderation der Masmuda (anderen Angaben zufolge zu den Malzūza). Sie waren zu Beginn des 8. Jahrhunderts im Zuge der arabisch-islamischen Expansion mit einer ersten berberischen Einwanderungswelle von Nordafrika auf die Iberische Halbinsel gekommen und spielten bis zur zweiten berberischen Einwanderungswelle Ende des 10. Jahrhunderts eine führende Rolle im Westen von al-Andalus, dem heutigen Süd- und Zentralportugal.
Masmuda-Berber waren unter anderem zwischen den Flüssen Tejo und Douro bzw. im gesamten Gebiet zwischen Beja und Coimbra angesiedelt worden. Die Banū Dānis siedelten an den Ufern des (Rio) Sado (bei Alcácer do Sal); in Coimbra wiederum stellten sie neben Mozarabern die größte Bevölkerungsgruppe. Auch in Lissabon gab es Banū Dānis bzw. Masmuda – ebenso in Porto (Oporto). Macht und Einfluss der Banū Dānis nahmen zu, als nach den Wikingerüberfällen Mitte des 9. Jahrhunderts die al-Andalus beherrschenden Umayyaden-Emire von Córdoba die Hafenstädte an der Atlantikküste zu wichtigen Festungen ausbauten, die Banū Dānis wurden Gouverneure von Alcácer und Coimbra. Während der Ende des 9. Jahrhunderts ausbrechenden Rebellionen blieben die Banū Dānis den Umayyaden gegenüber zunächst loyal. Die Mozaraber von Coimbra allerdings verbündeten sich mit den Muladí-Rebellen Saʿdūn as-Surunbāqī und Ibn Marwan; nach verlustreichen Kämpfen wurden die von Adānis Ibn ʿAwsāǧa geführten Banū Dānis 876 aus Coimbra vertrieben. Die Stadt fiel daraufhin an Alfons III. von Asturien.
Die vertriebenen Banū Dānis zogen sich 877 erst nach Lissabon, dann nach Alcácer do Sal (al-Kasr Abī Dānis, d. h. „Burg der Banū Abī Dānis“) zurück. Gegen die Usurpation des Thrones durch Emir Abdallah von Córdoba revoltierten 888 dann aber auch sie (ebenso wie die Banū Khalīʿ, ein anderer Clan der ʿAwsāǧa, der sich im Süden Andalusiens erhob und der Rebellion des Ibn Hafsūn anschloss). Von Alcácer do Sal konnten die Banū Dānis unter Adānis’ Sohn Masʿūd Ibn Abī Dānis (Masʿūd Ibn Adānis) ihre Macht ausbauen und auch wieder über Lissabon ausdehnen. Fernab von Córdoba beherrschten sie zwischenzeitlich mindestens die gesamte Estremadura bzw. ungefähr das Gebiet der heutigen Distrikte Lissabon und Setúbal. Eine Ausweitung ihres Machtbereichs bis nach Évora wurde 914 zwar durch die Nachkommen Ibn Marwans und Surunbāqīs verhindert, doch bald darauf versöhnten sich Masʿūd Ibn Abī Dānis und Masʿūd ibn Saʿdūn as-Surunbāqī.
Nach der Niederwerfung der Rebellionen wurden die Banū Dānis durch den Kalifen Abd ar-Rahman III. von Córdoba in ihren Machtstellungen bestätigt: Masʿūds Bruder Yaḥyā Ibn Abī Dānis (Yaḥyā Ibn Adānis) wurde 930 Gouverneur von Alcácer und sein Neffe ʿAbd Allāh Ibn ʿUmar Ibn Abī Dānis wurde Gouverneur von Palmela bzw. Setúbal. Abd ar-Rahman III. holte jedoch zunehmend weitere Berber-Söldner ins Land, und mit Hilfe dieser Neuankömmlinge gelangte 978 der Großwesir Almansor an die Macht. Almansor setzte schließlich die Banū-Dānis-Gouverneure ab und machte Alcácer do Sal zu einer Ausgangsbasis für Feldzüge in den Norden, bei denen 987 auch Coimbra zurückerobert wurde. Nach dem Sturz der Nachkommen Almansors und der letzten Umayyaden-Kalifen zerfiel die Zentralgewalt, Coimbra ging 1064 wieder verloren. Mit der Invasion der Almoraviden kam es Ende des 11. Jahrhunderts zu einer dritten berberischen Einwanderungswelle, Coimbra wurde 1117 letztmals kurzzeitig zurückgewonnen. Die Almoraviden wurden 1147 durch die Invasion der Almohaden und eine vierte berberische Einwanderungswelle abgelöst, gleichzeitig ging Lissabon an die Christen verloren. Die Almohaden, die wie einst die Banū Dānis ebenfalls Masmuda waren, verloren 1158 bzw. 1217 schließlich auch Alcácer.